# Ца-Ведено
Ца-Ведено (чечен. Ахки чу юрт; позже чечен. ЦӀен Ведана) — село в Веденском районе Чеченской Республики. Административный центр Ца-Веденского сельского поселения.

## Название
Название селения состоит из двух слов, чеч. «цlе» — красная, огненная; и «ведана» — равнина.

## География
Село расположено на правом берегу реки Хулхулау, в 7 километрах к северо-западу от районного центра Ведено.
Ближайшие населённые пункты: на северо-востоке — сёла Хаджи-Юрт, на юго-западе — сёла Элистанжи, на юго-востоке — сёла Агишбатой, на северо-западе — село Верхатой, на юге сёла Верхнее Ца-Ведено и Октябрьское.

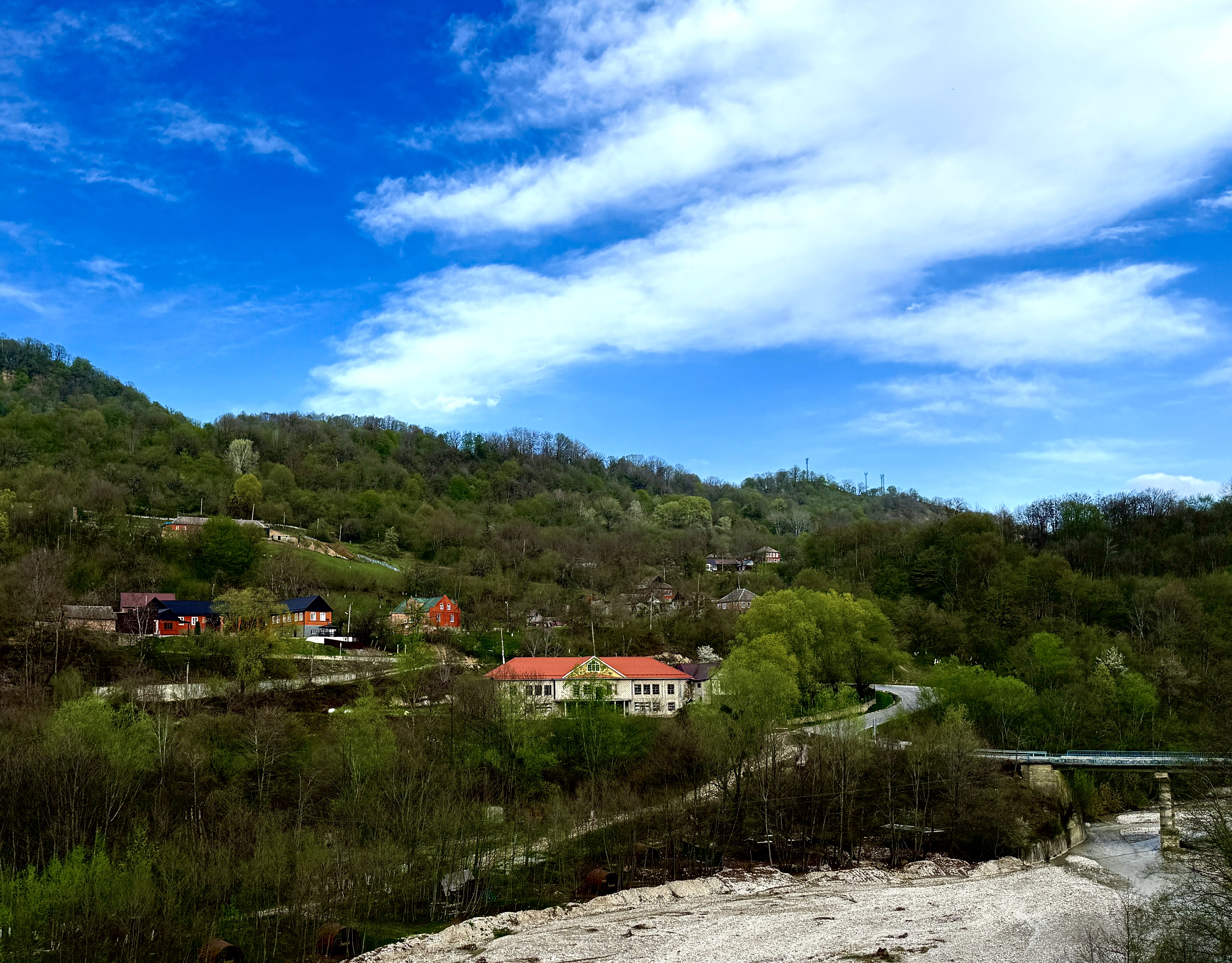
Ца-Ведено весной.

## История

### В древности
При раскопках в селении обнаружена пряжка «типа Исти-су» периода Кобанской культуры, учёные датируют её VI—V веками до нашей эры.

### XIX век
Аул основан примерно в 1855 году. На чеченском языке его называли «Ахки-чу-юрт», то есть, «аул в балке». С выдвижением войск царской армии на аул пришедшие сюда цудахарцы (чечен. цӏадахьрой) стали уходить обратно, с 1858 года селение стали заселять харачоевцы.

### XX век

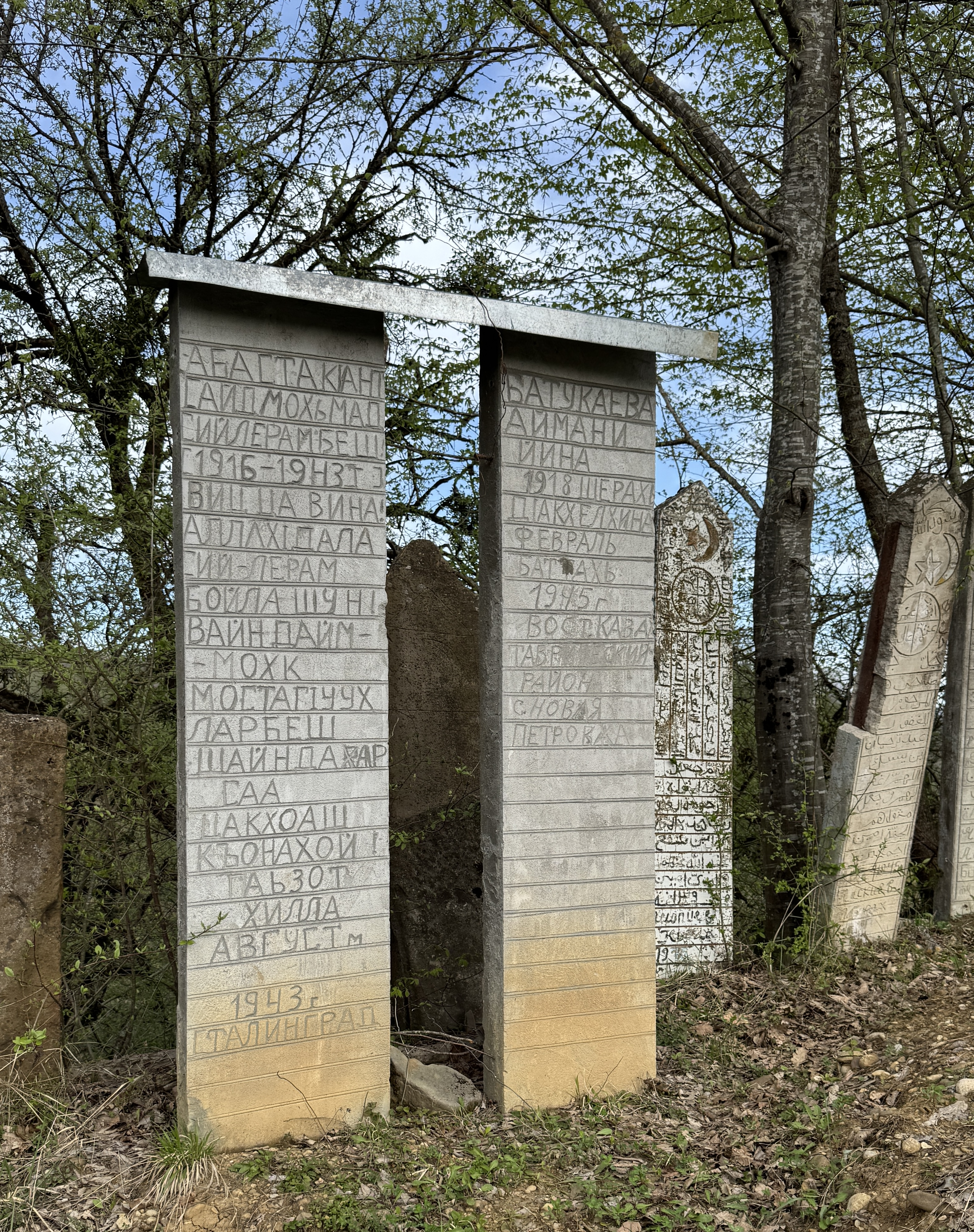
Захоронение останков привезенных родственниками из Казахстана во время депортации в Ца-Ведено.

В период с 1944 по 1958 год, после депортации чеченцев и упразднения ЧИ АССР, село носило название Махач-Аул и входило в состав Веденского района ДАССР.
В 1958 году с восстановлением Чечено-Ингушской АССР, селу было возвращено его прежнее название — Ца-Ведено.

## Памятники культуры
По преданиям харачоевцев на месте села стояла башня, построенная тогда же, что и харачойская, в ней жил некий чеберлоевец по имени Дугули. О существовании тут боевой башни сообщал Попов И. М., по конституции она напоминала харачойскую.

## Население
| 2002 | 2010  |
| ---- | ----- |
| 1478 | ↘1285 |

## Образование
- Ца-Веденская муниципальная средняя общеобразовательная школа № 1[13].
- Ца-Веденская муниципальная средняя общеобразовательная школа № 2[14].